# Болязуби
Болязу́би — село в Україні, у Збаразькій міській громаді Тернопільського району Тернопільської області
До села приєднано хутори Зграбники, Глинчуки та Нагнидовеччина.
Населення — 480 осіб (2001).

## Географія

### Клімат
| Клімат Болязубів          | Клімат Болязубів | Клімат Болязубів | Клімат Болязубів | Клімат Болязубів | Клімат Болязубів | Клімат Болязубів | Клімат Болязубів | Клімат Болязубів | Клімат Болязубів | Клімат Болязубів | Клімат Болязубів | Клімат Болязубів | Клімат Болязубів |
| Показник                  | Січ.             | Лют.             | Бер.             | Квіт.            | Трав.            | Черв.            | Лип.             | Серп.            | Вер.             | Жовт.            | Лист.            | Груд.            | Рік              |
| Середній максимум, °C     | −2,2             | −1               | 3,7              | 12,1             | 18,4             | 21,9             | 23,1             | 22,3             | 18,0             | 11,9             | 4,9              | 0,0              | 11               |
| Середня температура, °C   | −5,2             | −4,1             | 0,0              | 7,2              | 13,0             | 16,6             | 17,9             | 16,9             | 13,0             | 7,5              | 2,1              | −2,6             | 6                |
| Середній мінімум, °C      | −8,2             | −7,1             | −3,6             | 2,4              | 7,7              | 11,3             | 12,7             | 11,6             | 8,0              | 3,2              | −0,6             | −5,1             | 2                |
| Норма опадів, мм          | 33               | 30               | 29               | 47               | 71               | 87               | 94               | 68               | 57               | 37               | 36               | 38               | 627              |
| ------------------------- | ---------------- | ---------------- | ---------------- | ---------------- | ---------------- | ---------------- | ---------------- | ---------------- | ---------------- | ---------------- | ---------------- | ---------------- | ---------------- |
| Джерело: climate-data.org |                  |                  |                  |                  |                  |                  |                  |                  |                  |                  |                  |                  |                  |

## Історія
Перша писемна згадка під назвою Болизуби — 1583 (за поборовим реєстром Кременецького повіту).
Належало князеві Костянтину-Василю Острозькому, 1913 — Грохольським.
1 жовтня 1933 року утворено ґміну Колодне Кременецького повіту і село включено до неї.
З вересня 2015 року і до червня 2020 року Болязуби входили у склад Колодненської сільської громади.
12 червня 2020 року, відповідно до Розпорядження Кабінету Міністрів України від  № 724-р «Про визначення адміністративних центрів та затвердження територій територіальних громад Тернопільської області», село увійшло до складу Збаразької міської громади.
19 липня 2020 року, в результаті адміністративно-територіальної реформи та ліквідації Збаразького району, село увійшло до складу новоутвореного Тернопільського району.

## Пам'ятки
У селі є Дім молитви ЄХБ (1991), дерев'яна церква святої Трійці (1907), пам'ятник односельцям, які загинули в 1941 році за Вільну Україну.

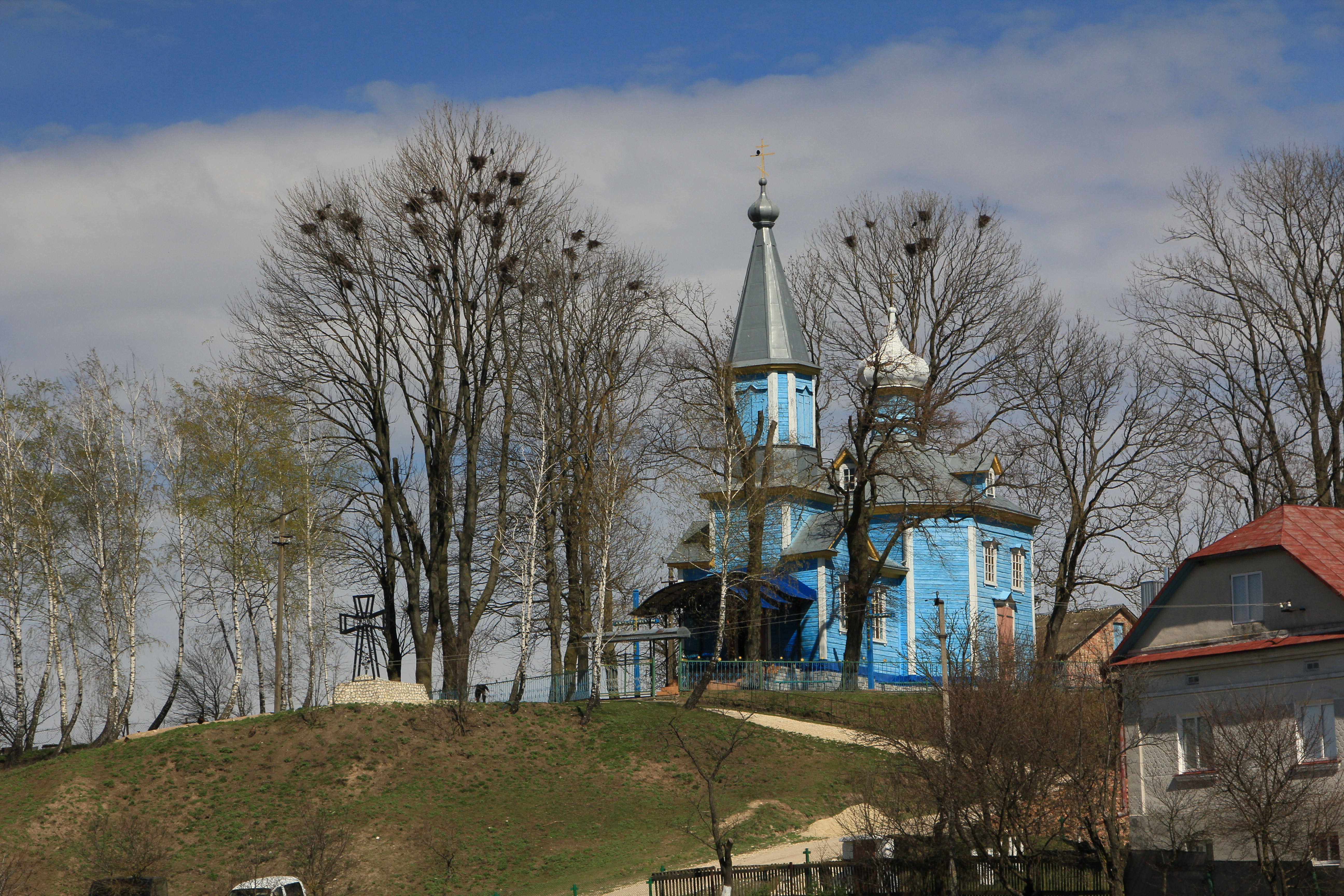
Дерев'яна церква
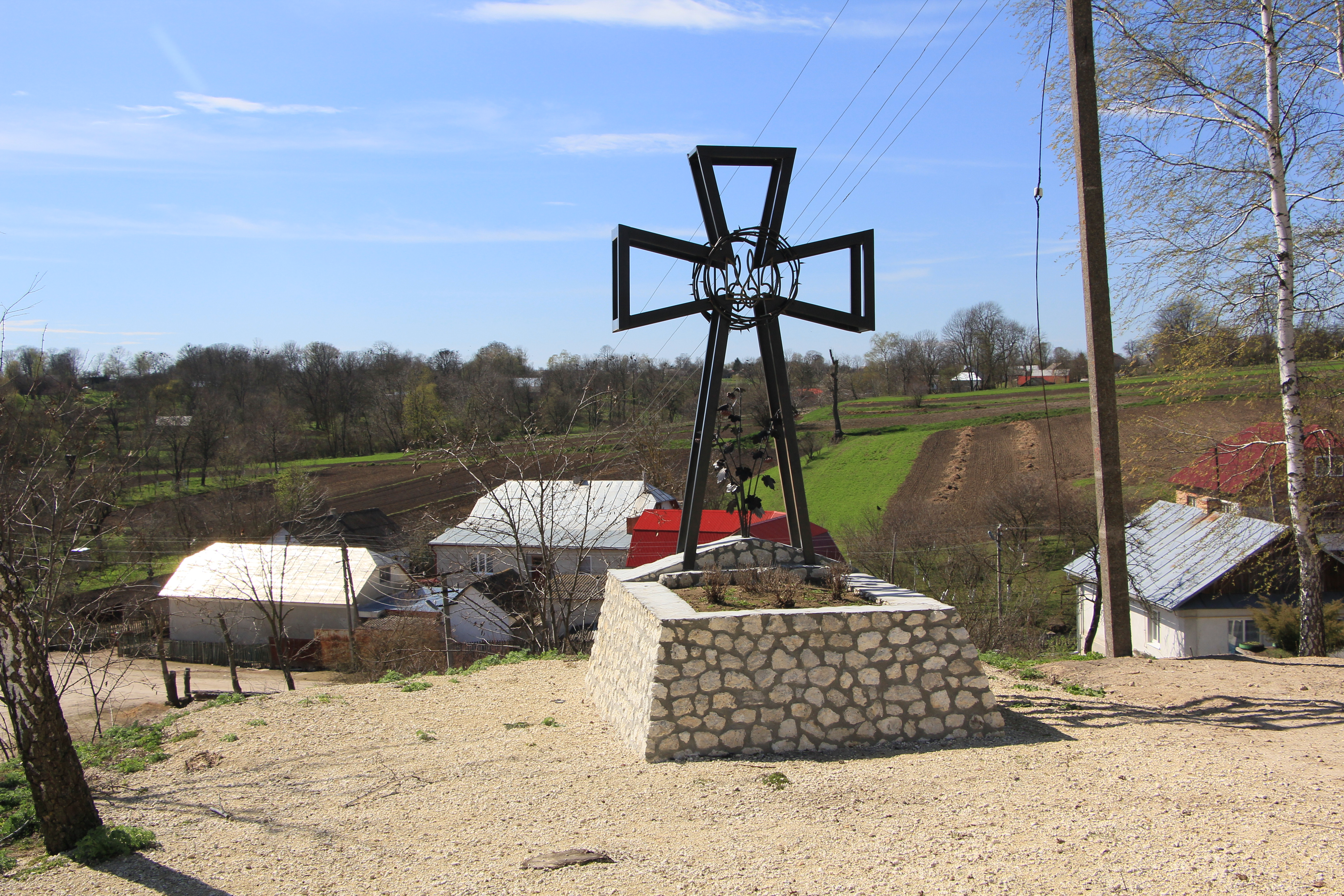
Метелевий хрест біля церкви
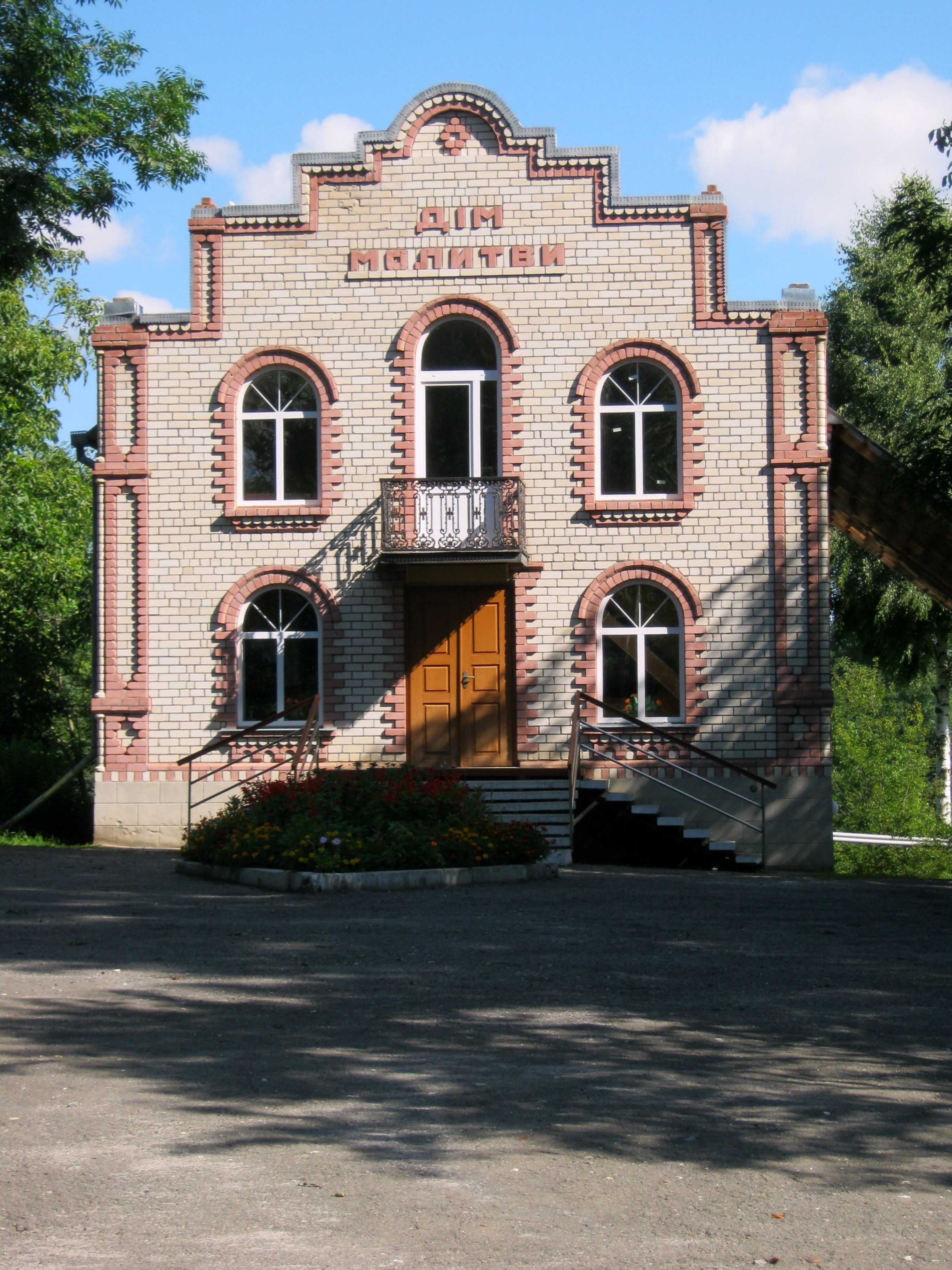
Дім молитви
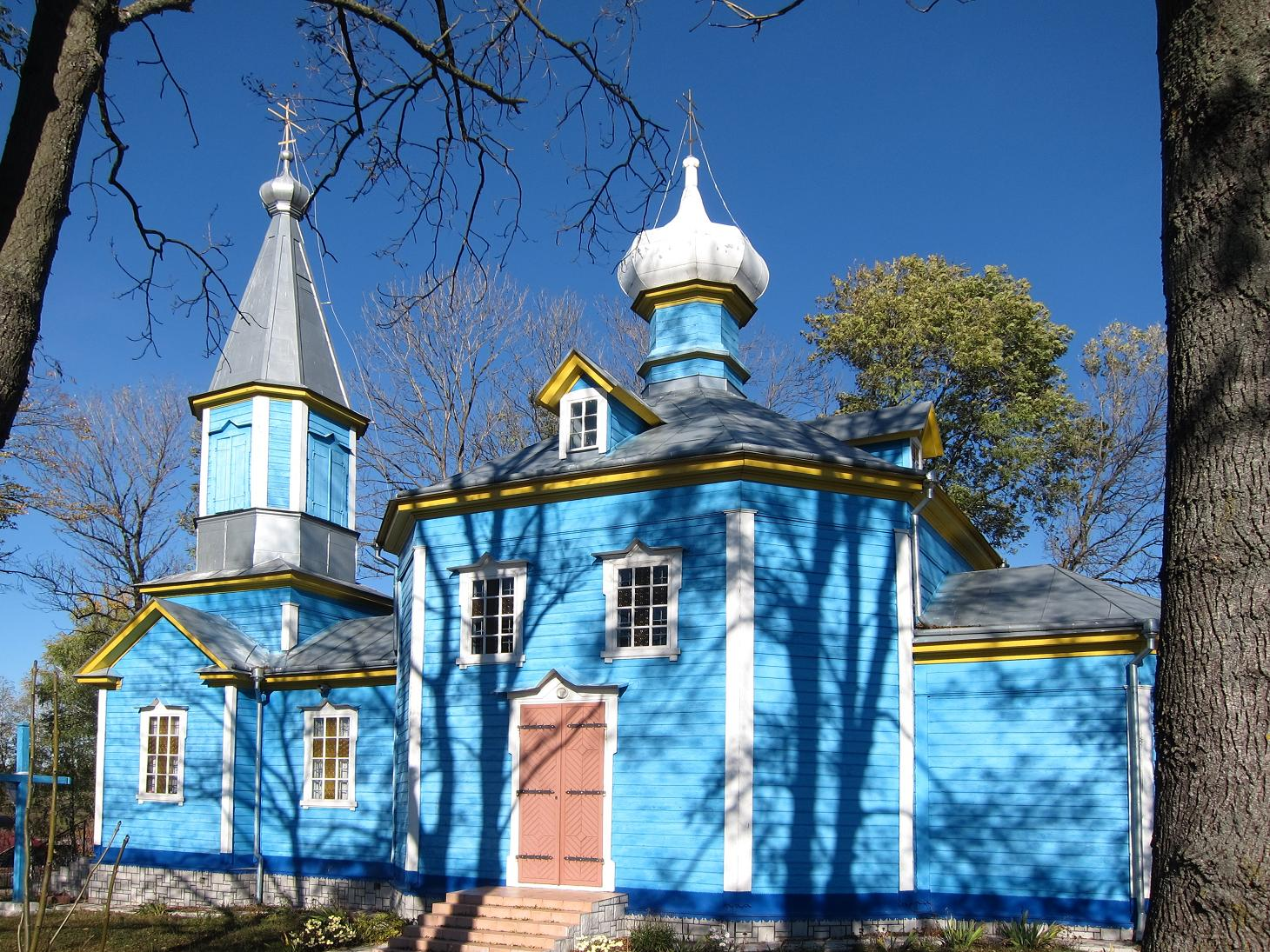
Троїцька церква
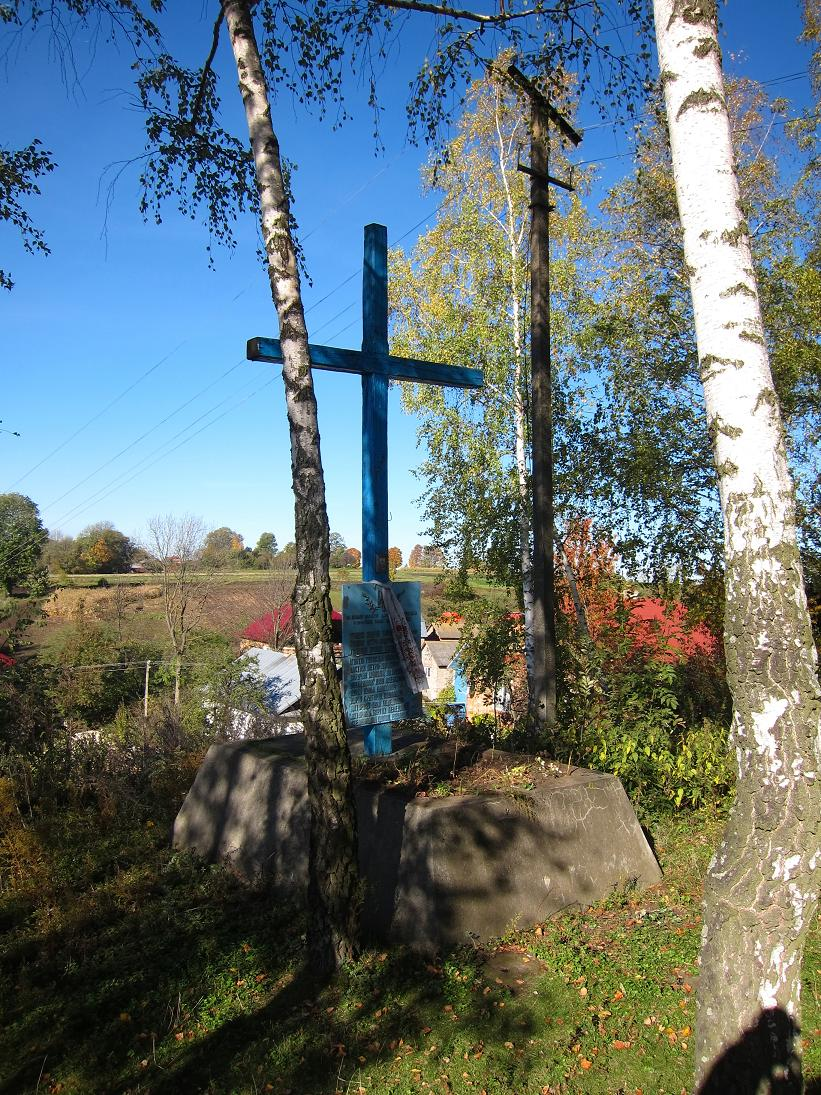
Пам'ятник односельцям що загинули в 1941 році
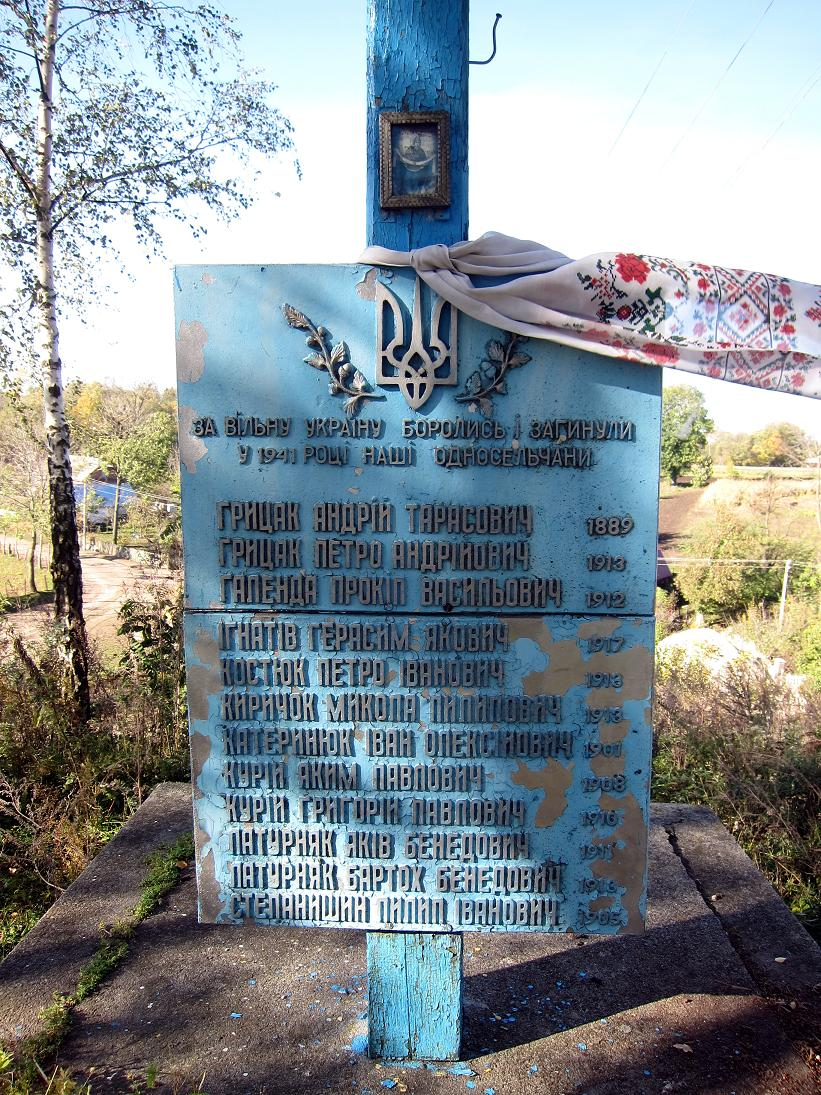
Пам'ятна дошка над могилою односельців
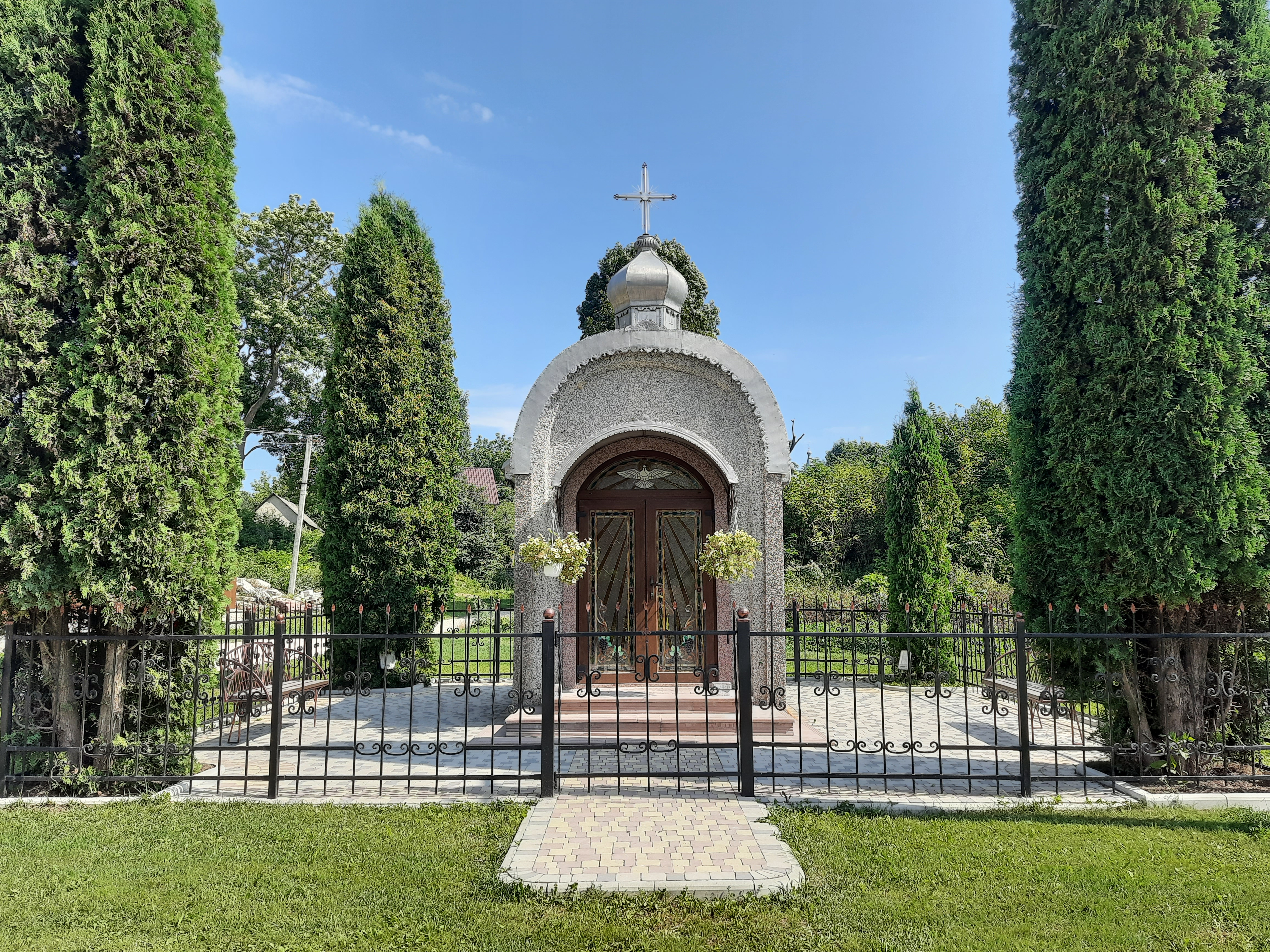
Капличка
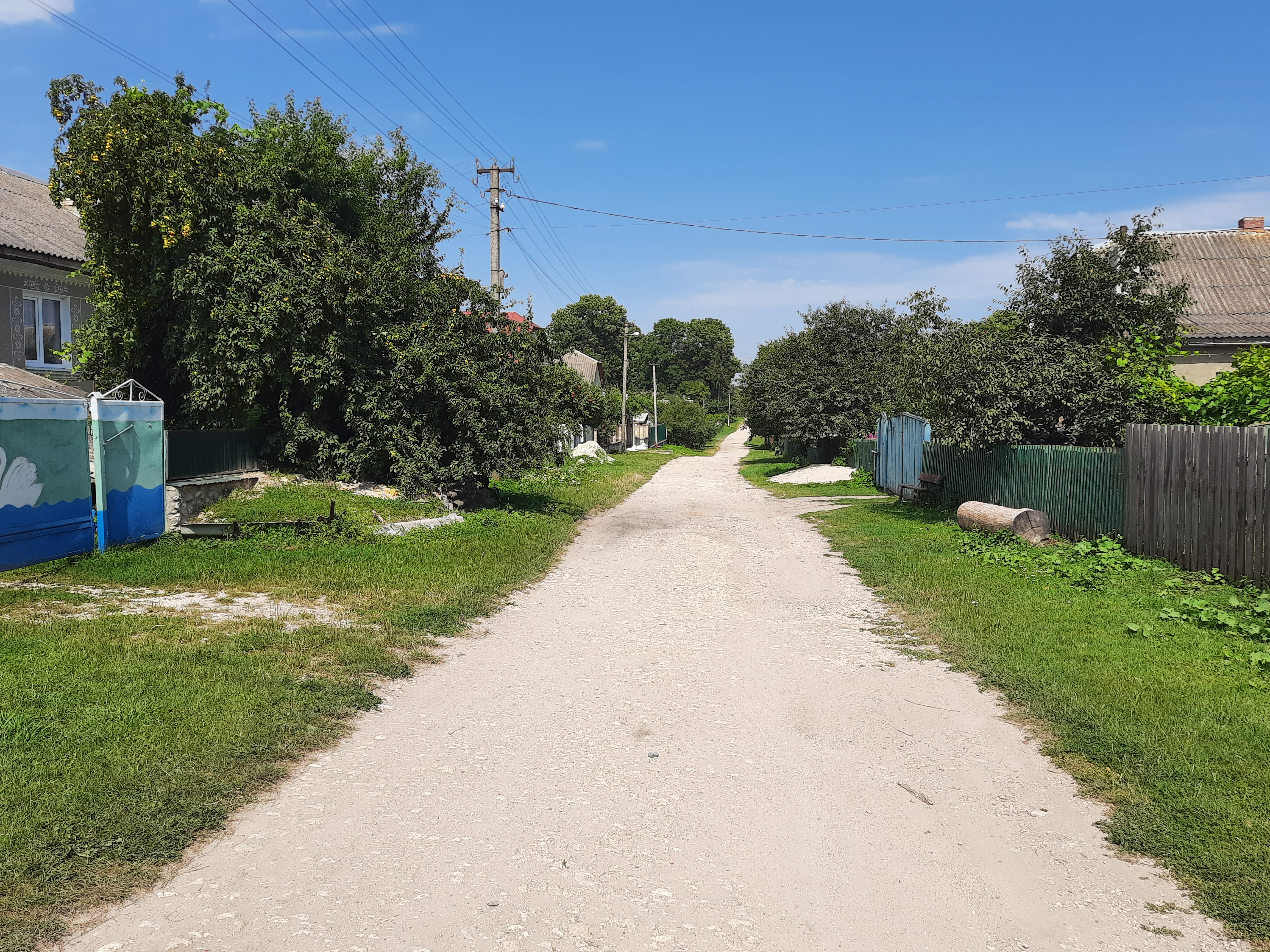
Сільська вулиця
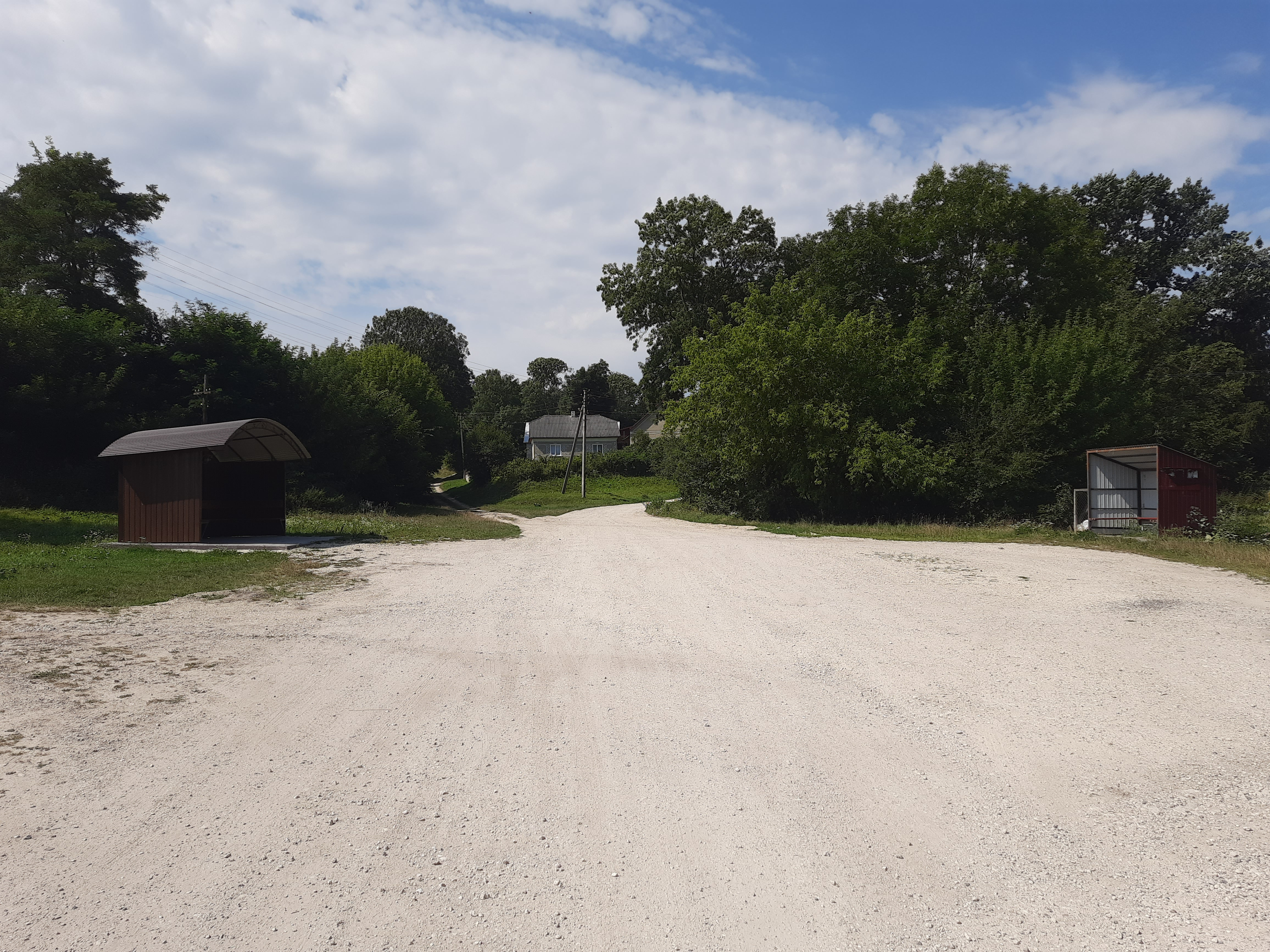
Сільський пейзаж

## Соціальна сфера
Діють загальноосвітня школа І ступеня, Будинок культури, бібліотека, ФАП.

## Відомі люди

### Народилися
- Петро Багрій (нар. 1960) — український спортсмен-гирьовик, майстер спорту міжнародного класу (2001).
- Павло Марчук (нар. 1956) — поет; письменник-романіст,автор художніх романів "Благородний НЕГІДНИК", "Зловредний ДОБРОДІЙ", "АРТіСТ(и)" та підручників для студентів університетів України.